# Parque Natural Municipal Montanhas de Teresópolis
O Parque Natural Municipal Montanhas de Teresópolis é uma unidade de conservação de Mata Atlântica situada em Teresópolis, município localizado no interior do Rio de Janeiro. Aberto a visitação permanente, possui uma área que corresponde a 4 397 hectares de extensão, sendo a maior unidade de conservação municipal totalmente protegida do estado.
Criado em 6 de julho de 2009, por meio do Decreto Municipal nº 3.693, está situado na região noroeste de Teresópolis. Seu território abrange dois distritos: Teresópolis e Vale do Paquequer, possuindo dois núcleos: Santa Rita (sede principal, localizado no bairro Santa Rita) e Pedra da Tartaruga (localizado no bairro Granja Florestal). Entre as atividades que podem ser realizadas no parque estão caminhada, escalada, rapel, acampamento, lazer ao ar livre e observação de aves.

## História
O Parque Natural Municipal Montanhas de Teresópolis foi criado por meio do Decreto Municipal nº 3.693, de 6 de junho de 2009, tendo como principal objetivo a preservação dos ecossistemas naturais de grande importância ecológica e beleza cênica, possibilitando a pesquisa e educação científica, recreação em contato com a natureza e ecoturismo.
I – Assegurar a preservação dos remanescentes da Mata Atlântica da porção fluminense da Serra do Mar, bem como recuperar as áreas degradadas ali existentes. II – Proteger espécies raras, endêmicas, e ameaçadas de extinção ou insuficientemente conhecidas da fauna e da flora nativa. III – Integrar o Mosaico de Unidades de Conservação da Natureza Mata Atlântica Central Fluminense, no Estado do Rio de Janeiro, contribuindo para a conectividade entre as mesmas. IV—Assegurar a manutenção das nascentes, mananciais e demais corpos hídricos existentes em sua área de abrangência. V – Promover atividades de recreação, educação ambiental e pesquisa científica quando compatíveis com os demais objetivos do Parque. VI – Contribuir com a melhoria da qualidade de vida da população por meio do fornecimento, indireto, de serviços e produtos ambientais.— Trecho do Decreto Municipal nº 3.693, que criou o Parque Municipal Montanhas de Teresópolis, enumerando os principais objetivos.
O parque foi posteriormente incluído no Mosaico da Mata Atlântica Central Fluminense, criado em dezembro de 2006.

## Localização
O Parque Natural Municipal Montanhas de Teresópolis está situado na parte noroeste do município de Teresópolis, limitando-se com os municípios de Petrópolis e São José do Vale do Rio Preto. Possui uma área de 4 397 hectares, sendo a maior unidade de conservação municipal totalmente protegida do estado do Rio de Janeiro. Ao longo de sua extensão, estão localizadas as bacias hidrológicas dos rios Piabanha, Preto e Paquequer. O parque contém uma imponente cordilheira que contém grandes afloramentos rochosos como a Tartaruga, Camelo e Santana. O parque faz limite com o Parque Nacional da Serra dos Órgãos na Barragem do Caleme.

## Estrutura e atrativos
O acesso ao Parque é dividido em dois núcleos administrativos: Pedra da Tartaruga e Santa Rita. Embora a sede principal seja o núcleo Santa Rita, o principal acesso a partir da área urbana de Teresópolis é feito pelo núcleo Pedra da Tartaruga, que está localizado no bairro Granja Florestal.

### Núcleo Pedra da Tartaruga
O Núcleo Pedra da Tartaruga, acessado pelo bairro Granja Florestal, área urbana de Teresópolis, é formado por um maciço rochoso onde destacam-se a Pedra da Tartaruga, a Pedra do Camelo e a Pedra do Arrieiro, além de trilhas de acesso fácil e área para acampar com vista panorâmica.

### Núcleo Santa Rita
O Núcleo Santa Rita é a sede do parque, localizado no bairro de Santa Rita, segundo distrito de Teresópolis. A formação do núcleo se dá por meio de um assentamento fundado pelo zoólogo suíço Emílio Goeldi em 1891, desapropriado pelo Instituto Nacional de Colonização e Reforma Agrária (INCRA) em 1990 e transformado em um projeto de assentamento rural. Além de servir como a sede do parque, possui acomodações, áreas de lazer e trilhas, distribuídos em cerca de 42 hectares de extensão. A área foi adquirida pela municipalidade no final de 2012, com recursos oriundos da Câmara Estadual de Compensação Ambiental, administrados pelo FUNBIO – Fundo Brasileiro para a Biodiversidade.

## Ligações Externas
- Site oficial
- Perfil oficial no Instagram